# Myron Pryor
(en) Statistiques sur pro-football-reference
Myron Lamont Pryor (né le 13 juin 1986 à Louisville) est un joueur américain de football américain.

## Enfance
Pryor étudie à la Eastern High School de Middletown.

## Carrière

### Université
Il entre en 2005 à l'université du Kentucky où il est tout de suite mis dans le bain de la NCAA. Il est titulaire lors de dix matchs en 2006 où il provoque dix fumbles, meilleur score du pays. En 2007, il fait vingt-sept tacles en onze matchs comme titulaire. Pour sa dernière année, il marque un touchdown après avoir récupéré un fumble et parcouru soixante-douze yards.

### Professionnel
Myron Pryor est sélectionné au sixième tour du draft de la NFL de 2009 par les Patriots de la Nouvelle-Angleterre au 207e choix. Le 23 juillet 2009, il signe un contrat de quatre ans avec les Patriots. Lors de sa première saison professionnelle (rookie), il entre au cours de treize matchs et effectue vingt tacles et provoquant un fumble. La saison suivante, il joue neuf matchs dont deux comme titulaire, il rate les derniers matchs de la saison à cause d'une blessure. Il entre au cours de deux matchs lors de la saison 2011, il est mis sur la liste des blessés pour le reste de la saison le 23 septembre 2011 après une blessure à l'épaule. Il est résilié, le 19 avril 2013, après une saison 2012 vierge pour lui, n'ayant joué aucun match.

## Palmarès
- Seconde équipe de la Southeastern Conference (SEC) 2008